# Diego Forlán
Diego Forlán Corazo (Montevidéu, 19 de maio de 1979) é um ex-futebolista uruguaio que atuava como atacante.
Com a Seleção Uruguaia na Copa do Mundo de 2010, Forlán foi eleito o melhor jogador do torneio e teve seu gol feito na decisão do terceiro lugar (perdido para a Alemanha) eleito o mais bonito do torneio, em votação no site oficial da FIFA. Além destas conquistas na Copa de 2010, é o sexto jogador com mais partidas disputadas na história do Uruguai, e ainda detém o recorde de terceiro maior goleador da Celeste.
É filho de Pablo Forlán, ex-jogador que também defendeu a Seleção Uruguaia nos anos 1960 e 1970 e foi ídolo no Peñarol, no São Paulo e no Cruzeiro. Seu avô materno, Juan Carlos Corazzo, também foi jogador, além de treinador e assistente, quando participou da Copa do Mundo de 1962.

## Carreira como jogador

### Início
Diego Forlán, filho do ex-jogador de futebol Pablo Forlán, era um jogador de tênis promissor, mas quando sua irmã Alejandra se envolveu em um acidente que matou o namorado e a deixou sob cuidados intensivos por cinco meses, Diego resolveu seguir a tradição da família e concentrar-se no futebol. Em seu país, passou pelas categorias de base do Peñarol, clube onde seu pai se consagrara, e do Danubio.

### Independiente
Ainda como juvenil, foi pelo próprio pai para a equipe argentina do Independiente, onde o avô Corazzo havia sido ídolo nos anos 1930 mesmo sem títulos. Na equipe de Avellaneda, profissionalizou-se e, tal qual seu avô materno, tornou-se um dos favoritos do torcedor em meio a um momento fraco do clube, não tendo conquistado troféus.

### Manchester United
Dos Diablos Rojos foi para os Diabos Vermelhos, tornando-se o primeiro uruguaio no Manchester United, por 6,9 milhões de euros. Foi contratado a pedido de Alex Ferguson. Teve um início irregular em sua primeira temporada na Inglaterra, em que não pode fazer muitos gols. Foi campeão da Premier League na temporada 2002–03, da Supercopa da Inglaterra de 2003 e da Copa da Inglaterra de 2003–04, tendo anotado 17 gols em sua passagem pelo clube inglês.

### Villarreal
Foi vendido ao Villarreal em agosto de 2004, por 4,6 milhões de euros. No mesmo mês conquistou seu primeiro título pela equipe, a Copa Intertoto da UEFA. Forlán manteve as boas atuações e faturou o Troféu Pichichi ao anotar 25 gols na La Liga de 2004–05, temporada em que o Villarreal terminou na 3ª colocação. O campeão terminou sendo o Barcelona de Samuel Eto'o, que também marcou 25 gols e dividiu a artilharia com o uruguaio.
Ainda pela temporada 2004–05, Forlán conquistou, junto com o francês Thierry Henry, a Chuteira de Ouro da UEFA, dada ao maior artilheiro das ligas europeias. Na temporada seguinte, conseguiria levar o Villarreal a sua melhor campanha na história da Liga dos Campeões da UEFA, alcançando as semifinais. Com 59 gols, Forlán se consagrou como maior artilheiro da história do clube e permaneceu no posto até 2011, quando foi superado pelo italiano Giuseppe Rossi.

### Atlético de Madrid

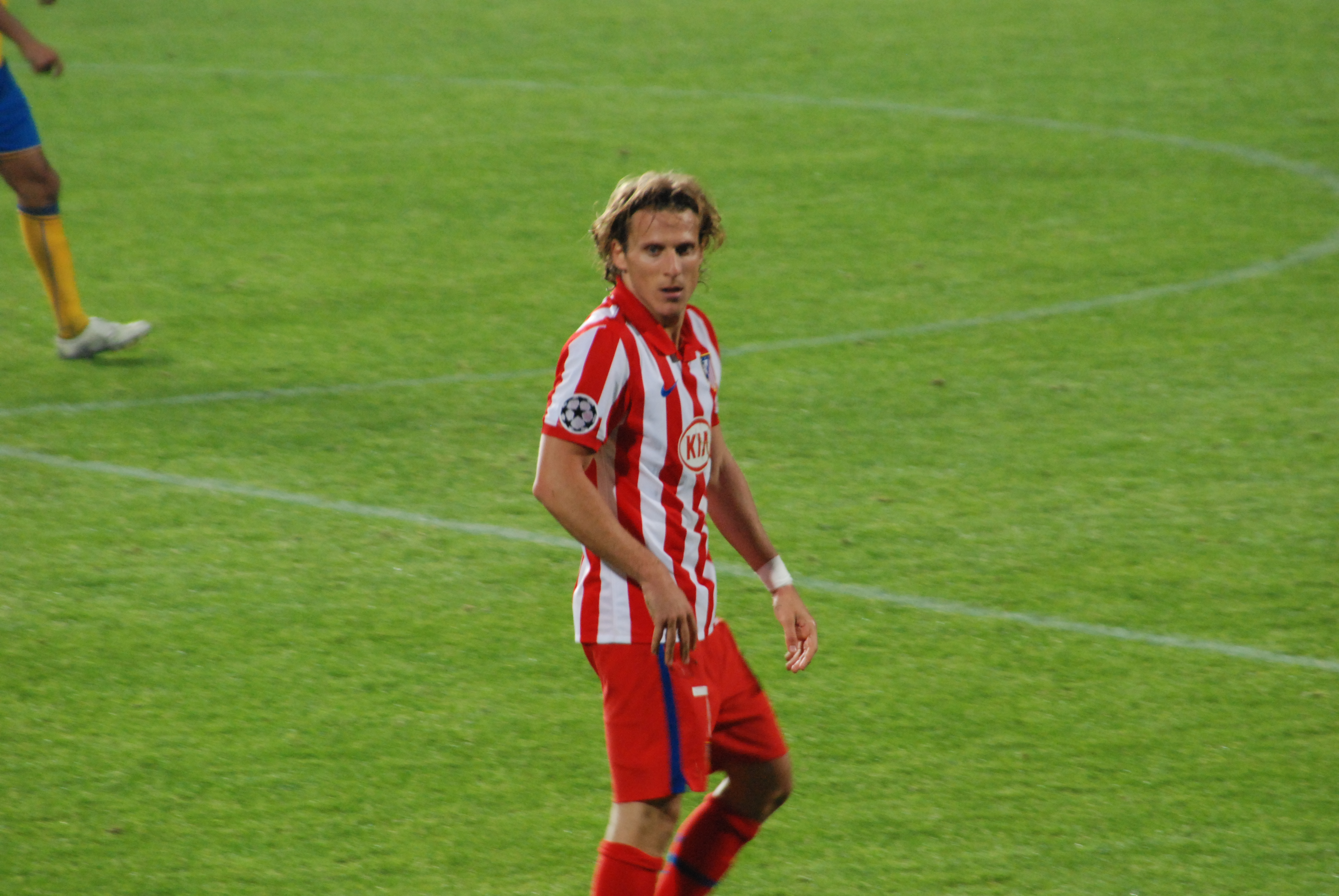
Diego Forlán em ação pelo Atlético de Madrid

Contratado pelo Atlético de Madrid no dia 30 de junho de 2007, por 21 milhões de euros, Forlán chegou com a missão de substituir Fernando Torres, que havia sido negociado com o Liverpool. O uruguaio viveu o auge de sua carreira no clube madrilenho, firmando-se como o grande artilheiro e homem gol da equipe, além de formar uma dupla de ataque muito eficiente ao lado do argentino Sergio Agüero.
Na temporada 2008–09, marcou 35 gols em 45 partidas, recebendo por isso a sua segunda Chuteira de Ouro e o Troféu Pichichi. Ganhou também o prêmio de melhor jogador uruguaio do ano, prêmio dado pela Federação Uruguaia. Forlán também entrou para a história em 8 de maio de 2008, quando passou José Luis Zalazar e se tornou o maior goleador uruguaio no Campeonato Espanhol (La Liga), com 69 gols.
Na temporada 2009–10, foi peça chave do Atlético na conquista da Liga Europa da UEFA. O atacante uruguaio balançou as redes contra o Valencia, nas quartas de final, contra o Liverpool, na semifinal, e ainda marcou os dois gols decisivos na final contra o Fulham, da Inglaterra, em jogo que acabou em 2–1 e deu o título para os espanhóis. Terminou a temporada com 28 gols em 46 jogos.
A temporada 2010–11 não poderia ter melhor início: conquistou a Supercopa da UEFA contra a Internazionale, em jogo onde o Atlético venceu por 2–0. No dia 30 de janeiro de 2011, disputou no Estádio Vicente Calderón o seu jogo de número 500 em partida contra o Athletic Bilbao, terminando a partida com derrota de 2–0. Com seu gol contra o Villarreal no dia 5 de março de 2011, entrou no top 10 dos maiores artilheiros da história do Atlético de Madrid no Campeonato Espanhol.

### Internazionale
No dia 28 de agosto de 2011, Forlán anunciou sua ida a Internazionale de Milão, através de uma coletiva de imprensa. Nela afirmou que não tinha medo de substituir o camaronês Samuel Eto'o e esperava brilhar no clube italiano como os compatriotas Rubén Sosa e Álvaro Recoba. Logo na sua estreia, em partida contra o Palermo realizada na Sicília, marcou seu primeiro gol pela Inter. Porém, viu sua equipe ser derrotada por 4–3. Nove dias depois, participou da derrota para o Novara por 3–1; nesta partida, Forlán jogou o jogo número 600 de sua carreira. No dia 23 de fevereiro de 2012, estreou com a Internazionale na Liga dos Campeões da UEFA em partida contra o Olympique de Marseille. Forlán não havia conseguido participar na fase de grupos por já ter jogado na Liga Europa da UEFA com o Atlético Madrid. No dia 7 de abril, em partida contra o Cagliari, disputou o seu jogo de liga nacional número 400, tendo marcado um total de 177 gols entre as várias ligas em que jogou.
Depois de apenas dez meses no clube italiano, em julho de 2012 rescindiu seu contrato com a Internazionale.

### Internacional

#### 2012
No dia 6 de julho, o atacante acertou com o Internacional por três anos. No dia seguinte, desembarcou no aeroporto Salgado Filho, e foi recebido por mais de três mil torcedores colorados. Depois de 21 dias treinando fisicamente e com bola, Forlán fez a sua estreia no dia 28 de julho, contra o Vasco da Gama, no estádio Beira-Rio. Antes da partida, foi ovacionado pela torcida ao ter seu nome anunciado pelo locutor do estádio. No jogo, acertou 20 passes, errou quatro e finalizou quatro vezes. Depois de 67 minutos em campo, como já era o esperado, foi substituído. O jogo acabou em 0–0.
Após quase um mês da sua estreia, finalmente o uruguaio marcou o seu primeiro gol. Diante do Flamengo, pela 21ª rodada do Campeonato Brasileiro, o atacante balançou as redes em duas oportunidades e assim ajudou a sua equipe a vencer o adversário por 4–1.
No dia 24 de outubro, marcou mais dois gols e deu a vitória ao Internacional, de virada, por 2–1 no Vasco da Gama em São Januário. Forlán erminou a temporada de 2012 pelo Inter com 19 partidas e oito gols.

#### 2013

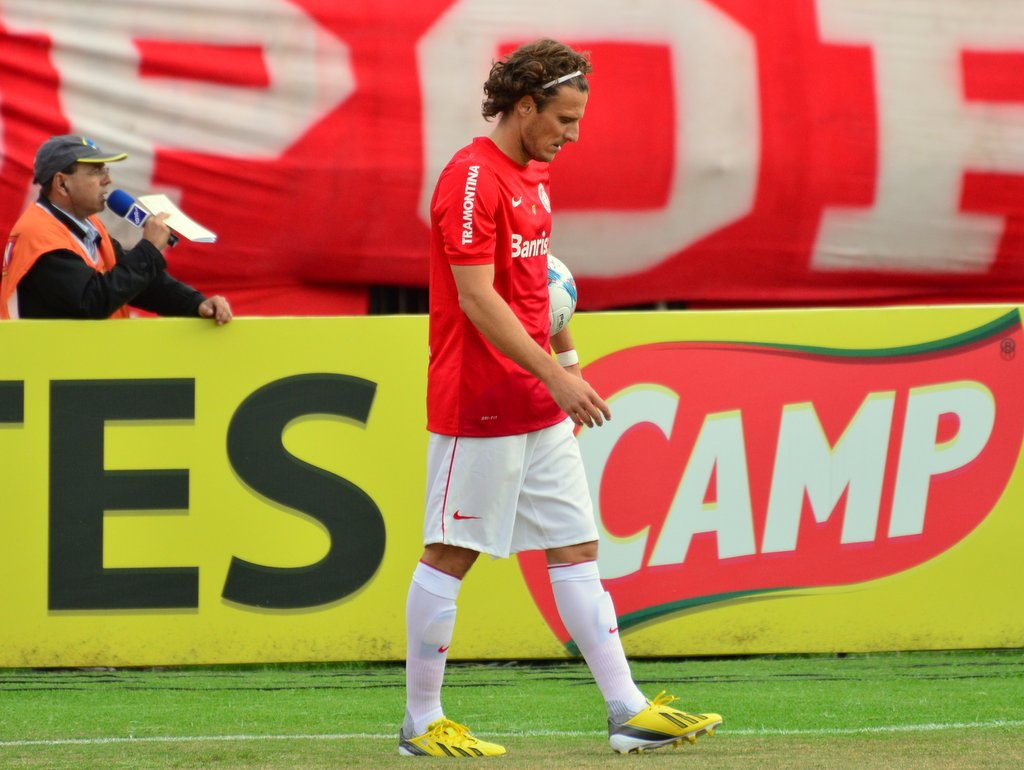
Forlán atuando pelo Internacional em 2013

Em 24 de fevereiro, num clássico contra o Grêmio pelo Campeonato Gaúcho, marcou de pênalti aos 28 minutos do primeiro tempo e deu uma assistência para Rodrigo Moledo marcar o segundo gol aos 12 do segundo tempo. Também pelo Gauchão, no dia 3 de março, fez mais dois gols na vitória por 2–0 sobre o Esportivo. Conquistou com o Internacional o primeiro turno do Campeonato Gaúcho no dia 10 de março, na goleada fora de casa sobre o São Luiz por 5–0.
No dia 17 de março, marcou mais um gol na vitória sobre o Canoas por 3–1. Já no dia 3 de abril, deixou sua marca contra o Rio Branco, pela Copa do Brasil. Aos 47 minutos do segundo tempo, marcou de pênalti e definiu a vitória por 2–0. No dia 14 de abril, fez um gol após passe de Leandro Damião e deu passe para o mesmo fazer o segundo. No último gol, recebeu passe de Damião novamente e fechou a goleada por 4–1 dentro de casa. Conquistou a Taça Piratini e foi o artilheiro do campeonato após vencer o Juventude nos pênaltis, no dia 5 de maio.
No início do Campeonato Brasileiro, começou fazendo um gol no empate com o Vitória por 2–2, na Arena Fonte Nova, em Salvador, também marcando na terceira rodada contra o Bahia, na derrota em casa por 2–1. O atacante voltou a balançar as redes no dia 7 de julho, na goleada em casa por 5–3 contra o Vasco.

#### 2014
O Internacional anunciou que Forlán rescindiu o contrato no dia 22 de janeiro. Pelo clube gaúcho, disputou 55 partidas e marcou 22 gols. No mesmo dia, acertou sua ida para o Cerezo Osaka, do Japão, assinando até o final de 2014.

### Cerezo Osaka
Chegou ao clube japonês como a principal estrela, mas suas atuações não foram as mesmas de suas épocas áureas. Por isso, acabou parando no banco de reservas ou até mesmo não sendo relacionado para os jogos. Com o rebaixamento do Cerezo, Forlán decidiu não renovar o contrato.

### Peñarol
Em 2015, livre no mercado, Forlán acertou seu retorno ao Peñarol. A estreia de Diego Forlán com a camisa do Peñarol foi na vitória por 3–1 sobre o Montevideo Wanderers, no Estádio Centenário, marcando dois gols: um em chute colocado da entrada da área e outro de pênalti. Voltou a balançar as redes no dia 22 de agosto, no empate de 2–2 com o El Tanque Sisley, pela segunda rodada do Torneio Apertura.
Em 25 de outubro, numa partida contra o Liverpool, pelo Campeonato Uruguaio, Diego Forlán ajudou sua equipe a vencer por 3–1. No terceiro gol o uruguaio fez uma linda jogada: ele driblou quatro adversários e tocou para seu companheiro Luis Aguiar marcar o gol da vitória.
No dia 28 de março de 2016, em amistoso contra o River Plate, da Argentina, Forlán fez o primeiro gol da história do Estádio Campeón del Siglo, aos 20 minutos do primeiro tempo.

### Kitchee Sports Club
No dia 4 de janeiro de 2018, em nota no site oficial, o Kitchee Sports Club, de Hong Kong, anunciou a contratação do atacante de 38 anos. Forlán foi apresentado no dia 11 de janeiro e chegou para ajudar o time na disputa da Liga dos Campeões da Ásia.
Encerrou sua passagem pelo clube no dia 15 de maio, tendo marcado seis gols em 14 jogos.

### Aposentadoria
Diego Forlán anunciou oficialmente sua aposentadoria no dia 7 de agosto de 2019, aos 40 anos.
| “              | Um belo palco fecha cheio de grandes memórias e emoções, mas outro dos novos desafios começará. | ” |
| — Diego Forlán |                                                                                                 |   |

## Seleção Nacional

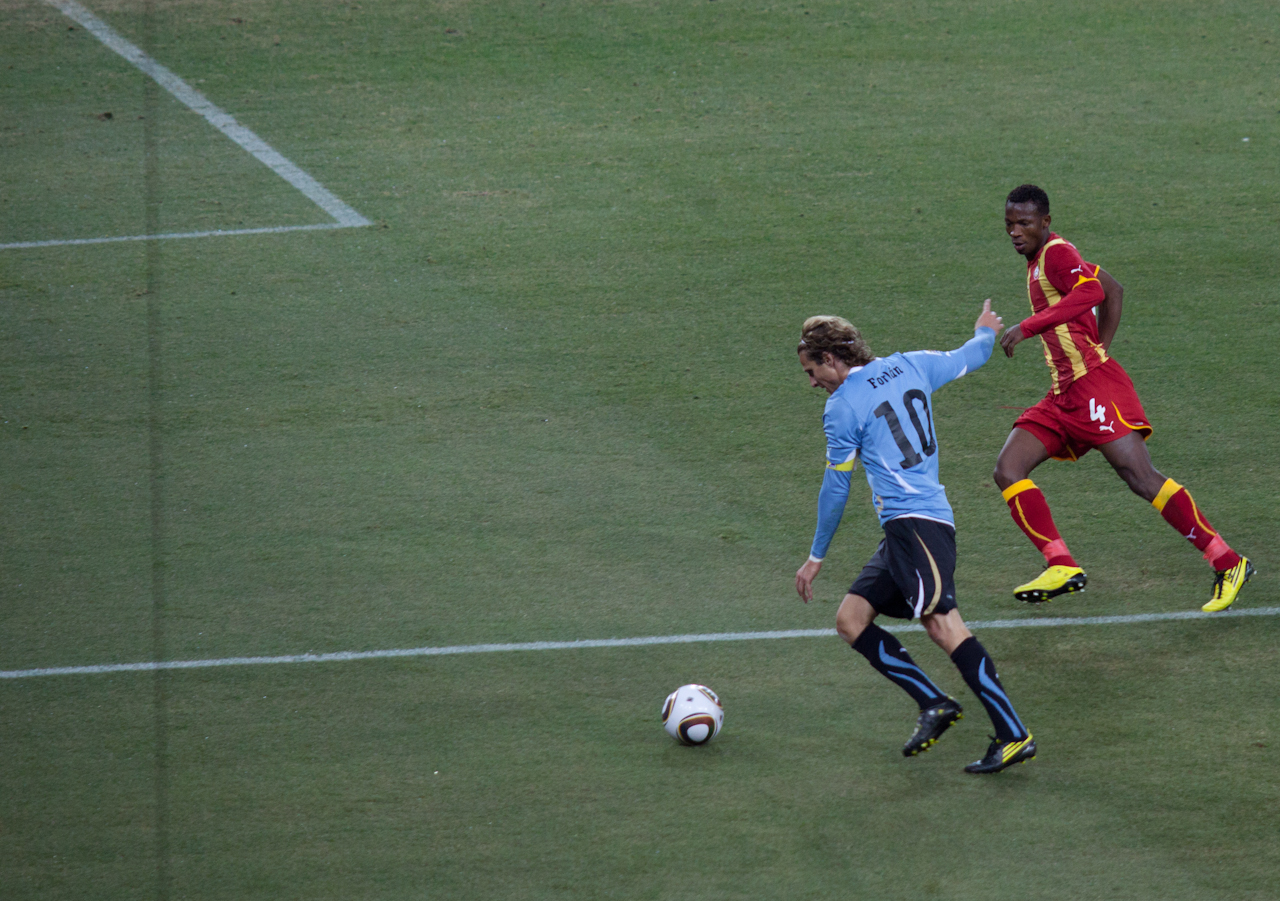
Diego Forlán em partida contra Gana, pela Copa do Mundo de 2010

É o sexto jogador com mais partidas pela Seleção Uruguaia. Disputou três edições da Copa do Mundo FIFA: as de 2002, 2010 e 2014. Na primeira, marcou um dos gols mais bonitos do torneio, chutando de fora da área para encobrir toda a defesa do Senegal e diminuindo parcialmente a derrota uruguaia para 3–2 – os uruguaios empatariam, mas acabariam eliminados naquela partida, na última rodada da primeira fase.
Na segunda, após a não-classificação da Celeste para a Copa do Mundo de 2006, Forlán liderou a bela campanha da Seleção Uruguaia na Copa do Mundo de 2010, realizada na África do Sul. O atacante foi um dos artilheiros da competição com cinco gols marcados, ao lado de David Villa, da Espanha, Wesley Sneijder, da Holanda, e Thomas Müller, da Alemanha.
Forlán foi ainda eleito o Bola de Ouro do mundial, como melhor jogador do torneio. O uruguaio obteve 23,4% dos votos, contra 21,8% de Sneijder e 16,9% de Villa, apesar de ser o único dos três que não disputou a final. É o quinto jogador sul-americano a ganhar a Bola de Ouro numa Copa do Mundo FIFA. Os outros foram Diego Maradona (1986), Romário (1994), Ronaldo (1998) e Lionel Messi (2014 e 2022). O Uruguai voltou ao cenário mundial ao ficar com o quarto lugar no torneio, perdendo o terceiro lugar contra a Seleção Alemã. Além disso, pelo gol que fez diante da Alemanha, na disputa pelo terceiro lugar, Forlán recebeu outro prêmio: o de gol mais bonito do torneio, em votação no site oficial da FIFA.
Em âmbito continental, jogou ainda a Copa América de 2004, 2007 e 2011, na qual foi campeão. Durante a edição de 2011, Forlán vinha sendo criticado por algumas má atuações e pelo jejum de gols que perdurava desde a Copa do Mundo. Na final contra o Paraguai, porém, marcou duas vezes e tornou-se o maior artilheiro da Celeste junto a Héctor Scarone, com 31 gols. Ao fim da partida, o Uruguai tornou-se campeão do torneio, vencendo os paraguaios por 3–0, com o outro gol marcado por Luis Suárez. Para completar, Diego repetiu o feito do pai, Pablo, e do avô, Juan Carlos Corazzo, que já haviam sido campeões do torneio. Alguns meses depois, no dia 11 de outubro, Forlán superou o já citado recorde de Scarone e tornou-se o maior artilheiro da Seleção Uruguaia, com 32 gols. O atacante balançou as redes novamente contra o Paraguai, agora num empate em 1–1 no Estádio Defensores del Chaco, em jogo válido pelas Eliminatórias para a Copa do Mundo de 2014.
Em junho de 2013, após marcar duas vezes contra o Taiti, Luis Suárez o ultrapassou.
Forlán despediu-se da Celeste em maio de 2015, com 112 jogos e 36 gols.

## Carreira como treinador
Foi anunciado como novo treinador do Peñarol no dia 20 de dezembro de 2019.
Em 15 de março de 2021 acertou com o Atenas, da segunda divisão do Uruguai.

## Estatísticas como jogador
Atualizadas até 2 de novembro de 2014

### Clubes
| Clube              | Temporada         | Liga  | Liga | Copa  | Copa | Copa da Liga | Copa da Liga | Competições continentais | Competições continentais | Outros | Outros | Total | Total |
| Clube              | Temporada         | Jogos | Gols | Jogos | Gols | Jogos        | Gols         | Jogos                    | Gols                     | Jogos  | Gols   | Jogos | Gols  |
| ------------------ | ----------------- | ----- | ---- | ----- | ---- | ------------ | ------------ | ------------------------ | ------------------------ | ------ | ------ | ----- | ----- |
| Independiente      | 1998–99           | 2     | 0    | —     | —    | —            | —            | 0                        | 0                        | —      | —      | 2     | 0     |
| Independiente      | 1999–00           | 24    | 7    | —     | —    | —            | —            | 0                        | 0                        | —      | —      | 24    | 7     |
| Independiente      | 2000–01           | 36    | 18   | —     | —    | —            | —            | 6                        | 2                        | —      | —      | 42    | 20    |
| Independiente      | 2001–02           | 18    | 12   | —     | —    | —            | —            | 5                        | 1                        | —      | —      | 23    | 13    |
| Independiente      | Total             | 80    | 37   | —     | —    | —            | —            | 11                       | 3                        | —      | —      | 91    | 40    |
| Manchester United  | 2001–02           | 13    | 0    | 0     | 0    | 0            | 0            | 5                        | 0                        | —      | —      | 18    | 0     |
| Manchester United  | 2002–03           | 25    | 6    | 2     | 0    | 5            | 2            | 13                       | 1                        | —      | —      | 45    | 9     |
| Manchester United  | 2003–04           | 24    | 4    | 2     | 1    | 1            | 1            | 4                        | 2                        | 1      | 0      | 32    | 8     |
| Manchester United  | 2004–05           | 1     | 0    | 0     | 0    | 0            | 0            | 1                        | 0                        | 1      | 0      | 3     | 0     |
| Manchester United  | Total             | 63    | 10   | 4     | 1    | 6            | 3            | 23                       | 3                        | 2      | 0      | 98    | 17    |
| Villarreal         | 2004–05           | 38    | 25   | 1     | 0    | —            | —            | 0                        | 0                        | —      | —      | 39    | 25    |
| Villarreal         | 2005–06           | 32    | 10   | 2     | 0    | —            | —            | 13                       | 3                        | —      | —      | 47    | 13    |
| Villarreal         | 2006–07           | 36    | 19   | 4     | 1    | —            | —            | 2                        | 1                        | —      | —      | 44    | 21    |
| Villarreal         | Total             | 106   | 54   | 8     | 1    | —            | —            | 15                       | 4                        | —      | —      | 128   | 59    |
| Atlético de Madrid | 2007–08           | 36    | 16   | 6     | 1    | —            | —            | 11                       | 6                        | —      | —      | 53    | 23    |
| Atlético de Madrid | 2008–09           | 33    | 32   | 3     | 1    | —            | —            | 9                        | 2                        | —      | —      | 45    | 35    |
| Atlético de Madrid | 2009–10           | 33    | 18   | 6     | 3    | —            | —            | 17                       | 7                        | —      | —      | 56    | 28    |
| Atlético de Madrid | 2010–11           | 32    | 8    | 3     | 1    | —            | —            | 6                        | 1                        | 1      | 0      | 42    | 10    |
| Atlético de Madrid | 2011–12           | 0     | 0    | 0     | 0    | —            | —            | 2                        | 0                        | 0      | 0      | 2     | 0     |
| Atlético de Madrid | Total             | 134   | 74   | 17    | 6    | —            | —            | 45                       | 16                       | 1      | 0      | 198   | 96    |
| Internazionale     | 2011–12           | 18    | 2    | 0     | 0    | —            | —            | 2                        | 0                        | —      | —      | 20    | 2     |
| Internazionale     | Total             | 18    | 2    | 0     | 0    | —            | —            | 2                        | 0                        | 0      | 0      | 20    | 2     |
| Internacional      | 2012              | 19    | 5    | 0     | 0    | —            | —            | 0                        | 0                        | —      | —      | 19    | 5     |
| Internacional      | 2013              | 15    | 5    | 8     | 3    | —            | —            | 0                        | 0                        | 13     | 9      | 36    | 17    |
| Internacional      | Total             | 34    | 10   | 8     | 3    | —            | —            | 0                        | 0                        | 13     | 9      | 55    | 22    |
| Cerezo Osaka       | 2014              | 26    | 7    | 2     | 0    | —            | —            | 6                        | 2                        | —      | —      | 34    | 9     |
| Cerezo Osaka       | 2015              | 16    | 10   | 0     | 0    | —            | —            | —                        | —                        | —      | —      | 16    | 10    |
| Cerezo Osaka       | Total             | 42    | 17   | 2     | 0    | —            | —            | 6                        | 2                        | —      | —      | 50    | 19    |
| Peñarol            | 2015–16           | 30    | 8    | 1     | 0    | —            | —            | 3                        | 0                        | —      | —      | 34    | 8     |
| Peñarol            | 2016              | 15    | 4    | 1     | 0    | —            | —            | 3                        | 0                        | —      | —      | 19    | 4     |
| Peñarol            | Total             | 45    | 12   | 2     | 0    | —            | —            | 6                        | 0                        | —      | —      | 53    | 12    |
| Mumbai City        | 2016              | 11    | 5    | —     | —    | —            | —            | —                        | —                        | —      | —      | 11    | 5     |
| Mumbai City        | Total             | 11    | 5    | —     | —    | —            | —            | —                        | —                        | —      | —      | 11    | 5     |
| Total na carreira  | Total na carreira | 533   | 221  | 41    | 11   | 6            | 3            | 108                      | 28                       | 16     | 9      | 712   | 272   |

### Seleção Uruguaia
| Ano   |       |      |
| Ano   | Jogos | Gols |
| ----- | ----- | ---- |
| 2002  | 5     | 2    |
| 2003  | 7     | 5    |
| 2004  | 11    | 2    |
| 2005  | 9     | 2    |
| 2006  | 3     | 0    |
| 2007  | 9     | 5    |
| 2008  | 7     | 3    |
| 2009  | 9     | 3    |
| 2010  | 11    | 7    |
| 2011  | 13    | 3    |
| 2012  | 9     | 1    |
| 2013  | 14    | 3    |
| 2014  | 4     | 0    |
| Total | 111   | 36   |

|     | Data                   | Local                          | Adversário     | Placar | Resultado | Competição                  |
| --- | ---------------------- | ------------------------------ | -------------- | ------ | --------- | --------------------------- |
| 1.  | 27 de março de 2002    | Riade, Arábia Saudita          | Arábia Saudita | 1–0    | 2–3       | Amistoso                    |
| 2.  | 11 de junho de 2002    | Suwon, Coreia do Sul           | Senegal        | 2–3    | 3–3       | Copa do Mundo FIFA de 2002  |
| 3.  | 28 de março de 2003    | Tóquio, Japão                  | Japão          | 1–0    | 2–2       | Amistoso                    |
| 4.  | 20 de agosto de 2003   | Florença, Itália               | Argentina      | 1–0    | 2–3       | Amistoso                    |
| 5.  | 7 de setembro de 2003  | Montevidéu, Uruguai            | Bolívia        | 1–0    | 5–0       | Elim. Copa do Mundo de 2006 |
| 6.  | 19 de novembro de 2003 | Curitiba, Brasil               | Brasil         | 1–2    | 3–3       | Elim. Copa do Mundo de 2006 |
| 7.  | 19 de novembro de 2003 | Curitiba, Brasil               | Brasil         | 2–2    | 3–3       | Elim. Copa do Mundo de 2006 |
| 8.  | 1 de junho de 2004     | Montevidéu, Uruguai            | Peru           | 1–3    | 1–3       | Elim. Copa do Mundo de 2006 |
| 9.  | 10 de julho de 2004    | Chiclayo, Peru                 | Equador        | 1–0    | 2–1       | Copa América de 2004        |
| 10. | 30 de março de 2005    | Montevidéu, Uruguai            | Brasil         | 1–0    | 1–1       | Elim. Copa do Mundo de 2006 |
| 11. | 4 de junho de 2005     | Maracaibo, Venezuela           | Venezuela      | 1–0    | 1–1       | Elim. Copa do Mundo de 2006 |
| 12. | 2 de junho de 2007     | Sydney, Australia              | Austrália      | 1–1    | 2–1       | Amistoso                    |
| 13. | 7 de julho de 2007     | San Cristóbal, Venezuela       | Venezuela      | 1–0    | 4–1       | Copa América de 2007        |
| 14. | 7 de julho de 2007     | San Cristóbal, Venezuela       | Venezuela      | 4–1    | 4–1       | Copa América de 2007        |
| 15. | 10 de julho de 2007    | Maracaibo, Venezuela           | Brasil         | 1–1    | 2–2       | Copa América de 2007        |
| 16. | 13 de outubro de 2007  | Montevidéu, Uruguai            | Bolívia        | 2–0    | 5–0       | Elim. Copa do Mundo de 2010 |
| 17. | 17 de junho de 2008    | Montevidéu, Uruguai            | Peru           | 1–0    | 6–0       | Elim. Copa do Mundo de 2010 |
| 18. | 17 de junho de 2008    | Montevidéu, Uruguai            | Peru           | 2–0    | 6–0       | Elim. Copa do Mundo de 2010 |
| 19. | 17 de junho de 2008    | Montevidéu, Uruguai            | Peru           | 3–0    | 6–0       | Elim. Copa do Mundo de 2010 |
| 20. | 28 de março de 2009    | Montevidéu, Uruguai            | Paraguai       | 1–0    | 2–0       | Elim. Copa do Mundo de 2010 |
| 21. | 9 de junho de 2009     | Puerto Ordaz, Venezuela        | Venezuela      | 2–1    | 2–2       | Elim. Copa do Mundo de 2010 |
| 22. | 10 de outubro de 2009  | Quito, Equador                 | Equador        | 2–1    | 2–1       | Elim. Copa do Mundo de 2010 |
| 23. | 3 de março de 2010     | St. Gallen, Suíça              | Suíça          | 1–1    | 3–1       | Amistoso                    |
| 24. | 27 de maio de 2010     | Montevidéu, Uruguai            | Israel         | 1–0    | 4–1       | Amistoso                    |
| 25. | 16 de junho de 2010    | Pretória, África do Sul        | África do Sul  | 1–0    | 3–0       | Copa do Mundo FIFA de 2010  |
| 26. | 16 de junho de 2010    | Pretória, África do Sul        | África do Sul  | 2–0    | 3–0       | Copa do Mundo FIFA de 2010  |
| 27. | 2 de julho de 2010     | Johannesburg, África do Sul    | Gana           | 1–1    | 1–1       | Copa do Mundo FIFA de 2010  |
| 28. | 6 de julho de 2010     | Cidade do Cabo, África do Sul  | Países Baixos  | 1–1    | 2–3       | Copa do Mundo FIFA de 2010  |
| 29. | 10 de julho de 2010    | Porto Elizabeth, África do Sul | Alemanha       | 2–1    | 2–3       | Copa do Mundo FIFA de 2010  |
| 30. | 24 de julho de 2011    | Buenos Aires, Argentina        | Paraguai       | 2–0    | 3–0       | Copa América de 2011        |
| 31. | 24 de julho de 2011    | Buenos Aires, Argentina        | Paraguai       | 3–0    | 3–0       | Copa América de 2011        |
| 32. | 11 de outubro de 2011  | Assunção, Paraguai             | Paraguai       | 1–0    | 1–1       | Elim. Copa do Mundo de 2014 |
| 33. | 2 de junho de 2012     | Montevideo, Uruguai            | Venezuela      | 1–0    | 1–1       | Elim. Copa do Mundo de 2014 |
| 34. | 20 de junho de 2013    | Salvador, Brasil               | Nigéria        | 1–1    | 2–1       | Copa das Confederações      |
| 35. | 14 de agosto de 2013   | Miyagi, Japão                  | Japão          | 1–0    | 4–2       | Amistoso                    |
| 36. | 14 de agosto de 2013   | Miyagi, Japão                  | Japão          | 2–0    | 4–2       | Amistoso                    |

## Estatísticas como treinador
Atualizadas até 15 de setembro de 2021
| Equipe  | Jogos | Vitórias | Empates | Derrotas | Aproveitamento |
| ------- | ----- | -------- | ------- | -------- | -------------- |
| Peñarol | 11    | 4        | 3       | 4        | 45.45%         |
| Atenas  | 12    | 4        | 5       | 3        | 47.22%         |

## Títulos
Manchester United
- Premier League: 2002–03
- Supercopa da Inglaterra: 2003
- Copa da Inglaterra: 2003–04

Villarreal
- Copa Intertoto da UEFA: 2004

Atlético de Madrid
- Liga Europa da UEFA: 2009–10
- Supercopa da UEFA: 2010

Internacional
- Campeonato Gaúcho: 2013

Peñarol
- Primera Divisón: 2015–16

Kitchee
- Hong Kong Premier League: 2017–18

Seleção Uruguaia
- Copa América: 2011

### Prêmios individuais
- Troféu Pichichi: 2004–05 e 2008–09
- Chuteira de Ouro da UEFA: 2004–05 e 2008–09
- Troféu EFE: 2005
- Jogador Uruguaio do Ano: 2007
- Troféu LFP (melhor atacante): 2008–09: (2º lugar)
- Troféu Alfredo Di Stéfano: 2008–09 (3º lugar)
- Homem do jogo da final da Liga Europa da UEFA de 2009–10
- 3º maior artilheiro da história do Villareal
- Bola de Ouro da Copa do Mundo da FIFA: 2010[63]
- All-Star Team da Copa do Mundo da FIFA: 2010
- Gol mais bonito da Copa do Mundo FIFA de 2010
- 99º melhor jogador do ano de 2012 (The Guardian)[64]
- Seleção de Todos os Tempos do Uruguai (Time B) - IFFHS: 2022[65]

### Artilharias
- La Liga de 2004–05 (25 gols)
- La Liga de 2008–09 (32 gols)
- Copa do Mundo FIFA de 2010 (5 gols)
- Campeonato Gaúcho de 2013 (10 gols)
- Taça Piratini de 2013 (6 gols)